# Gagea stepposa
Gagea stepposa är en liljeväxtart som beskrevs av L.Z.Shue. Gagea stepposa ingår i Vårlökssläktet och i familjen liljeväxter. Inga underarter finns listade.